# Xysticus conflatus
Xysticus conflatus is een spinnensoort uit de familie van de krabspinnen (Thomisidae).
De wetenschappelijke naam van de soort werd in 1995 gepubliceerd door Da-Xiang Song, Y.Q. Tang & Ming Sheng Zhu.